# Brittany Sheffey
Brittany Sheffey (ur. 18 grudnia 1988 w Hempstead w stanie Nowy Jork) – amerykańska lekkoatletka, biegaczka średniodystansowa.
Dwukrotna mistrzyni NCAA w sztafecie 1200–400–800–1600 metrów (ang. distance medley relay).

## Rekordy życiowe
- Bieg na 800 m – 2:06,86 (2010)
- Bieg na 1500 m – 4:18,74 (2010)